# Lophocampa uniformis
Lophocampa uniformis är en fjärilsart som beskrevs av Rothschild 1910. Lophocampa uniformis ingår i släktet Lophocampa och familjen björnspinnare. Inga underarter finns listade i Catalogue of Life.